# The Rembrandts
The Rembrandts je americké rock-popové duo vytvořené v roce 1989 textaři Dannym Wildem a Philem Solem. Jejich absolutně nejznámější hit je ústřední píseň ze seriálu Přátelé (anglicky Friends) „I'll Be There for You“ (Budu tu pro tebe). Jejich snadno zapamatovatelné kytarové a harmonické melodie, téměř ve style The Beatles, jim přineslo slávu raketovou rychlostí v 90. letech a také jednu platinovou desku. 

## Historie
Oba se před seskupením The Rembrandts věnovali vlastním projektům. Solem byl součástí pár kapel a Wilde zkoušel celá osmdesátá léta prorazit jako sólo zpěvák, ovšem jeho první album propadlo. Na počátku 80. let byli oba součástí kapely Great Buildings, kde však pouze psali texty k písním a nahráli pár demo nahrávek. Jednoho dne se ovšem rozhodli, že svoji tvorbu spojí a nahráli tak v Wilde's Southern California garáži/studiu pár písní. Oni samotní neměli příliš velká očekávání, ale společnost ATCO Records byla ohromena a singly okamžitě vydala, a to na albu s názvem The Rembrandts. Nejúspěšnějším hitem z této desky byl song Just The Way It Is, Baby. Ale i další písně jako Someone a Save Me byly často hrané v rádiích. U posluchačů i u kritiků si album získalo velmi kladné ohlasy, mimo jiné i umístění v prestižním hudebním žebříčků  Billboard Hot 100.
O dva roky později, v roce 1992, vydávali již druhé album, tentokrát s názvem Untitled. Tomuto albu vévodil hit s názvem Johnny, Have You Seen Her?, který se umístil dokonce v Top 40 Hits. Pouhá dvě alba stačila a The Rembrandts si získávali ohromnou popularitu nejen pro své hity, ale zejména pro jejich harmonické a chytlavé melodie, kterými jsou jejich alba protkaná od počátku až do konce.
V roce 1995 dokončili třetí album, LP. Ovšem již předtím, roku 1994, duo souhlasilo, že nahrají titulní znělku k novému televiznímu seriálu, sticomu Přátelé. Původně si přáli udělat to anonymně, ale když se píseň I'll Be There for You téměř přes noc stala celosvětovým hitem, změnili svůj postoj, a tak když je jejich nahrávací společnost požádala o nahrání celé verze, souhlasili. Dokonce si ji přidali i na své album LP, ovšem tzv. za pět minut dvanáct. I'll Be There for You se stala nejhranější skladbou v rádiích, jejich album se stalo multi-platinové a jejich jméno The Rembrandts celosvětově známým.
Dalo by se čekat, že od tohoto celosvětového úspěchu jejich kapela jen vzkvétala. Ovšem opak byl pravdou. Spousta nových fanoušků, které získali právě díky seriálovému fenoménu Přátelé, nedokázala ocenit jejich další skladby. Následovaly i další písně, zejména This House Is Not a Home, která se těšila nějakému zájmu, ale žádný jiný song se nedokázala vyrovnat právě I'll Be There For You. Výsledkem této tvůrčí krize bylo v roce 1997 rozpadnutí tohoto dua. Danny Wilde se však pokoušel vydat další album, ovšem již bez Philema Solema, ale bylo to komerční selhání.
Přesto se v roce 2000 opět znovu sešli a v roce 2001 spolu dokonce vydali i další album. Tentokrát deska nesla název Lost Together. Tohle jejich společné čtvrté, celkově páté vydání bylo kritiky opět velmi kladně přijato. A tak se v roce 2005 rozhodli vydat kolekci jejich nejlepších písní s názvem Choice Picks. Následující rok se vydalo The Rembrandts Greates Hits - seznam 20 nejúspěšnějších hitů. Mimo jiné tato kompilace ukazuje, že The Rembrandts za sebou má mnohem hlubší historii než jen ústřední píseň k sitcomu Přátelé. Duo stále pokračuje v koncertování a nahrávání, zatímco si dělají i čas pro své vlastní sólové projekty.

## Diskografie
- 1990 - The Rembrandts
- 1992 - Untitled
- 1995 - LP
- 1998 - Spin This (Danny Wilde + The Rembrandts)
- 2001 - Lost Together
- 2005 - Choice Picks
- 2006 - Greatest Hits